# Kamiizumi Nobutsuna
Kamiizumi Ise no Kami Nobutsuna (rond 1508-1577) was een beroemde samoerai tijdens de woelige Sengoku-periode. Hij was niet alleen een geslaagde generaal, maar bovendien ook de oprichter van de Shinkage-ryū-school.

## Jeugd
Tijdens de Onin-oorlog verliet Ogo Yoshihide zijn geboortedorp, gelegen in de provincie Totomi en trok samen met zijn familie naar de provincie Kozuke. Daar stichtten ze een dorp genaamd Kamiizumi en namen de naam als hun eigen. Door slim in te spelen op te steeds toenemende rivaliteit tussen grote krijgsheren in de regio Kanto, konden ze een stuk land bemachtigen aan de voet van de Akagi-berg. Op dat stuk land bouwden ze het Ogo-kasteel (vernoemd naar de Ogo-clan waar ze vroeger deel van uitmaakten). Het was in dat kasteel dat Kamiizumi Hidetsuna geboren werd rond 1508.
Kamiizumi werd grootgebracht met verhalen over gewone mensen die de wijde wereld introkken op zoek naar rijkdom, liefde en geluk. Een voorbeeld hiervan was het verhaal van Urashima Taro, een doodgewone visser die naar het onderwater paleis van de Drakenkoning trok om er de liefde van zijn leven te vinden. Dit had een impact op de wereldse blik van Kamiizumi en op zijn twintigste wilde ook hij de wereld gaan verkennen en geluk en roem verwerven.
Kamiizumi heeft van vele meesters de schermkunst geleerd, onder meer van Aisu Ikōsai en mogelijk ook van Matsumoto Bizen-no-kami.
Zijn vader stuurde Kamiizumi naar het Ota-kasteel om daar les te krijgen van Aisu Ikōsai. Op het moment dat Kamiizumi in het kasteel aankwam had de Satake-clan (heersers van het Ota-kasteel) interne problemen. Kamiizumi werd dus met open armen ontvangen. Kamiizumi vocht en leerde de Kagen no Ryu stijl zo op hetzelfde moment. Na deze strijd keerde Kamiizumi terug naar zijn thuisplaats.

## Als leider
In 1555 werd het Ogo-kasteel aangevallen door een van Ujiyasu's vazallen. Kamiizumi's troepen waren zwaar in de minderheid en hij kon ook niet rekening op versterking van buitenaf. Hierdoor was hij gedwongen om zich over te geven. Het was vernederend maar het had velen van zijn manschappen gered.
Vijf jaar later sloeg Uesugi Kenshin erin om een enorm leger op de been te krijgen, met als doel de herovering van Kanto. Hier maakte Kamiizumi gebruik van. In het geheim stuurde hij een boodschap naar Uesugi met de vraag om zijn kasteel te bevrijden. Kamiizumi was bovendien slim genoeg om in diezelfde boodschap het strategische belang van zijn kasteel te vermelden. Het antwoord was positief, zodra Uesugi kon stuurde hij een enorme troepenmacht om het kasteel te bevrijden.

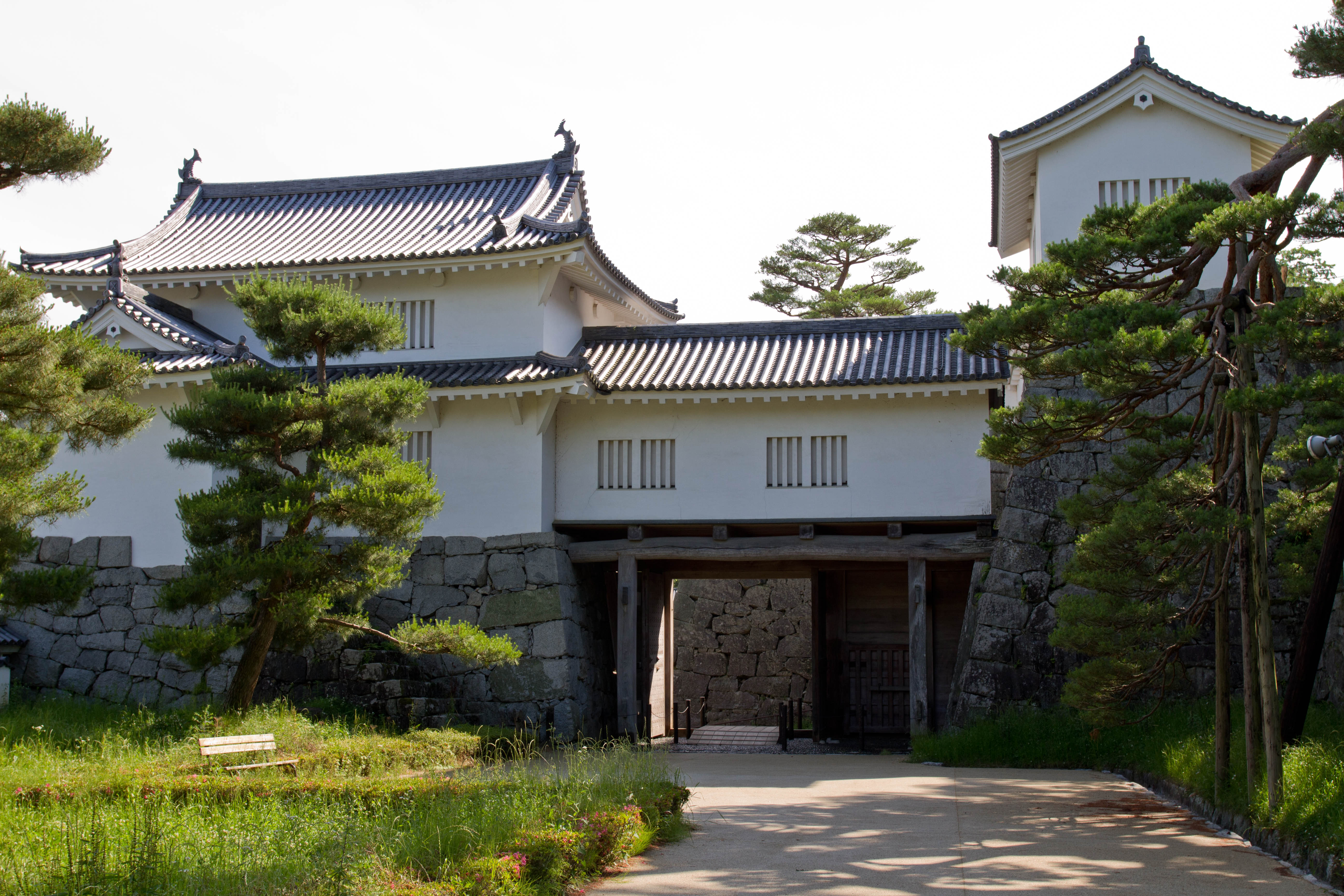
Minowa-poort van het Nihonmatsu-kasteel

In 1567 verdedigde Kamiizumi het Minowa-kasteel. De kasteelheer, Narimori, vernam twee maanden van tevoren het nieuws van het naderende leger en had dus veel tijd om zich voor te bereiden. Dit was te merken aan de eerste weken van de belegering, hoewel ze zwaar in de minderheid waren overleefde het kasteel twee grote aanvallen. Shingen merkte dit op en was gedwongen om een andere strategie toe te passen.
Het duurde hem niet lang om deze uit te werken, al snel hadden de belegeraars door dat de enige watertoevoer kwam van een klein bergriviertje. Het volstond om het riviertje te stoppen. Al snel begon het watertekort de verdedigers parten te spelen maar Narimori wilde niet ten ondergaan zonder een gevecht. Op 22 februari 1567 rende Narimori samen met een 200-tal man zich te pletter op het enorme leger van Shingen. Slechts enkelen, waaronder Kamiizumi, konden doorbreken.
Samen met twee ondergeschikten sloeg Kamiizumi erin om het dorp Kiryu te bereiken.
Ze vonden onderdak in het Kiryu-kasteel. Kiryu suketsuna, de kasteelheer, was immers een bondgenoot van Uesugi Kenshin. Ze verbleven daar enkele maanden, tot ze een brief kregen van Naito Masatoyo, de nieuwe kasteelheer van het Minowa-kasteel. Masatoyo had Shingen over Kamiizumi verteld en deze was zo onder de indruk dat hij Kamiizumi en zijn twee ondergeschikten aanbood om zich bij hem aan te sluiten. Zo begaven de drie zich naar het Minowa-kasteel, vanwaar ze slechts enkele maanden geleden gevlucht waren. In het kasteel was niemand minder dan Shingen zelf aanwezig om de drie te begroeten. De reden hiervoor was dat Shingen Kamiizumi als persoonlijke scherminstructeur wilde.
Kamiizumi ging niet op deze uitnodiging in omdat hij in praktijk niet meer dan een dienaar van Shingen zou zijn. Hij voegde eraan toe dat hij een musha shugyo wilde doen. Shingen accepteerde dit en gaf Kamiizumi de naam Nobutsuna via een kleine ceremonie.

## Musha shugyo
Eind april 1567 vertrok Kamiizumi samen met Hikida Bungoro, zijn neef, en Jingo Muneharu naar de provincie Ise. Daar was het waar Aizu's Kage-Ryu stijl ontstond. Hun bestemming was het Taki-kasteel van Kitabatake Tomonori, de gouverneur van Ise. Kamiizumi had van Sekutsuna een introductiebrief aan hem gekregen. Ze werden warm onthaald op het kasteel, maar op het moment van hun aankomst was er een oorlog aan de gang tussen de Kitabatake-clan en Oda Nobunaga. De drie mannen waren nog maar net hersteld van hun wonden en hadden bovendien geen enkele band met Tomonori. Ze hadden dus weinig redenen om Tomonori te helpen en zetten hun reis verder richting het beroemde Kofuku-klooster in Nara.
De hoofdabt van het Kofuku-klooster was Hozoin Kakuzenbo In'ei, de oprichter van de Hozoin-ryū school voor speervechten. In'ei was niet enkel gepassioneerd door speervechten maar ook door andere vechtstijlen. Daardoor organiseerde hij toernooien die steeds groter en bekender werden naarmate de jaren verstreken. Oorspronkelijk waren deze toernooien enkel voor de monniken, maar later nodigde In'ei vaak meesters uit van verschillende vechtstijlen. Ondanks het feit dat er een oorlog woede rondom het klooster, waarin het klooster zelf al beschadigd werd, werden ze met open armen ontvangen. In'ei was zelfs zo blij dat hij onmiddellijk een toernooi organiseerde en zelfs uitnodigingen stuurde naar de twee kampen die met elkaar in oorlog waren. De opkomst was massaal.
Een van de krijgers was de redelijk beroemde Yagyu Munetoshi. Tot ieders verbazing verloor hij een duel van Bungoro, die de Shinkage-Kamiizumi gebruikte. Hij was zwaar onder de indruk van de Shinkage-ryū en nodigde het drietal uit om mee naar zijn kasteel te gaan. Kamiizumi onderrichtte Munetoshi gedurende drie maanden. In oktober 1567 besloot de Yagyu-clan om de Matsunaga niet meer te dienen na herhaalde afgrijselijke acties. Kamiizumi besefte dat door zijn connectie met de Yagyu-clan ook hij niet veilig zou zijn van de Matsunaga. Hij verschuilde zich dus samen met zijn twee reisgezellen en de Yagyu-clan in de Yoshino-bergen.
Het was in de Yoshino-bergen dat Kamiizumi 60 werd. Op dat moment begon Kamiizumi met het schrijven van zijn memoires over alles wat hij had geleerd. Het boek heette Kage-ryū no mokuroku. In het boek vertelde hij niet enkel over het technische aspect van de Kage-ryū maar ook over de morele aspecten van de stijl.

## Promotie
In januari 1569 kreeg Kamiizumi bezoek van een man genaamd Urabe Nagamatsu. De vader van de man was de leider van vele van Japans belangrijkste schrijnen en had dit vele jaren zeer goed gedaan. Helaas was zijn vader zowel fysiek als mentaal aan het aftakelen, maar desondanks wilde zijn vader zijn post niet opgeven. Nagamatsu's enige mogelijkheid was hem te laten afzetten op bevel van een rechter. Hiervoor moest Urabe een geschreven verzoek van zichzelf en van een patroon van een van de schrijnen voorleggen. Gezien Kamiizumi afstamde van de Fujiwara's, welke de patronen van de Yoshida- en Hirano-schrijnen waren, kon hij dit laatste schrijven. Kamiizumi ging akkoord.
Urabe had ook het vertrouwen van Yamashina Tokitsugu, een minister, kunnen winnen in de hoop dat zijn aanvraag meer kans op slagen had. Wat volgde waren een tiental reizen naar de hoofdstad. Yoshida Kanemigi, minister inzake Shintoïsme, was duidelijk een drukbezet man. Het was tijdens deze reizen dat tussen Kamiizumi en Yamashina een vriendschap ontstond.
Op 27 juni 1570 werd Kamiizumi als eerste en laatste zwaardvechter door shogun Ashikaga Yoshiaki tot Jushi-i (krijger volger van de vierde graad). De officiële reden was dat dit het gevolg was van alles wat hij in zijn leven had bereikt, maar zijn nieuwe vriend Tokitsugu had er hoogstwaarschijnlijk iets mee te maken. Kamiizumi bezocht hem dit jaar veel en onderrichtte diens zoon in Senju. Verder gaf hij nog vele demonstraties van zijn Shinkage-ryū school.

## Laatste strijd
Tegen het einde van 1570 wilden monniken van de Iko-sekte en de Tendai-sekte de macht grijpen. Kamiizumi duldde dit niet en trok voor een laatste keer ten strijde. Het zou geen gemakkelijke strijd worden, omdat de sekten toegang hadden tot musketten, terwijl Kamiizumi's troepen vooral bewapend waren met traditionele wapens.
In de zomer van 1571 viel hij het hoofdkwartier van de Tendai-sekte aan op de berg Hiei. De monniken hadden de aanval niet verwacht en gaven zich over, Nobunaga toonde echter geen genade en beval iedereen te doden, zelfs vrouwen en kinderen. Het klooster zelf werd in brand gestoken.
Het hoofdkwartier van de Iko-sekte viel moeilijker, ze waren immers op de hoogte gebracht van de moordpartij op Hiei. Na vele tegenslagen en onderlinge strijd kwam de eerste grote slag er pas in de lente van 1574. Kamiizumi omsingelde het kloostercomplex en hongerde ze uit. De monniken probeerden te onderhandelen, maar net zoals bij de slag bij de berg Hiei brandde hij alles met de grond gelijk en vermoordde zelfs vrouwen en kinderen.
Hierna richtte hij zich op de monniken van het Ishiyama Hongan klooster. Het werd een verschrikkelijke oorlog van vijf lange jaren, maar uiteindelijk bereikte Kamiizumi zijn doel. Na deze incidenten was er nooit nog een grote opstand van sekten.

## Latere leven en dood
In de lente van 1571 besloot Kamiizumi terug te keren naar de regio Kanto. Hoewel hij zijn einde voelde naderen en de voortzetting van de Shinkage-ryū verzekerd was, was het geen gemakkelijke beslissing gezien zijn bekendheid. Bovendien had hij geen huis om naar terug te keren. Hij besloot om eerst langs te gaan bij zijn vriend Tokitsugi in de hoop dat hij een verblijfplaats voor hem wist. Tokitsugi was blij hem te kunnen helpen en gaf hem een introductiebrief voor Yuki Harutomo, kasteelheer van het yuki-kasteel. Gedurende zijn verblijf in het kasteel onderrichtte hij de mannen van Harutomo in de Shinkage-ryū school, hoewel hij al een oude man was kon hij nog steeds goed met zijn zwaard overweg.
Uiteindelijk voelde hij dat zijn oude leeftijd zijn techniek steeds meer hinderde en besloot het kasteel te verlaten. Hij ging terug naar zijn geboortedorp, Kamiizumi, en bouwde daar een kleine boeddhistische tempel die hij Sairin noemde. Het was hier dat hij in 1577 stierf na een ceremonie om de dertiende verjaardag van de dood van zijn oudste zoon te herdenken. Hij werd ook daar begraven en kreeg na zijn dood de naam Kamiizumi Ise no Kami.

## Varia
- Zijn stijl, de Shinkage-ryū wordt vandaag de dag nog steeds beoefend.
- Hij wordt vaak beschouwd als de uitvinder van de Fukuro-shinai.
- In 2008 werd in Maebashi een festival gehouden voor de 500ste verjaardag van Kamiizumi.
- Kamiizumi komt voor in de manga Vagabond.
- Swordmaster Nobutsuna Kamiizumi is een mogelijke baas in het spel Bravely Default voor Nintendo 3DS.